# Louis Daniel Jassoy
Louis Daniel Jassoy (auch Daniel Ludwig Jassoy) (* 29. März 1768 in Hanau; † 5. Oktober 1831 in Frankfurt am Main) war ein deutscher Jurist, Schriftsteller und Abgeordneter der Freien Stadt Frankfurt.

## Leben
Jassoy war Sohn des Handelsherrn und Kommerzienassessors Isaac August Jassoy (1719–1783) und der Pfarrerstochter Marie Sophie Geller. Aufgewachsen im Saalhof in Frankfurt am Main, besuchte Jassoy das Städtische Gymnasium. Ab 1786 studierte er Jura an den Universitäten Marburg und Göttingen und absolvierte 1790 bis 1793 ein Praktikum am Reichskammergericht in Wetzlar. Die Promotion zum Dr. jur. erfolgte an der Universität Gießen. Seit dem 17. Januar 1793 war Jassoy Advokat und Bürger in Frankfurt am Main und wurde zum Justitiar der Bankhäuser Bethmann und Rothschild. Seine politische Karriere begann er 1812/1813 im Großherzogtum Frankfurt als Departementsrat im Departement Frankfurt. 1816 wurde er Mitglied des „Dreizehner-Collegiums“, das nach Wiedererlangung der städtischen Souveränität die Konstitutionsergänzungsakte für die Freie Stadt Frankfurt erarbeitete.
Jassoy war Vertreter des liberalen Teils der Bürgerschaft, Gegner der Reaktionspolitik und Befürworter der Judenemanzipation, zugleich als sehr engagierter, naturwissenschaftlich interessierter Gartenpflanzen- und Blumenzüchter Mitbegründer der Senckenberg Gesellschaft für Naturforschung seiner Heimatstadt; in seinem Garten vor dem Affentor soll er die erste Kamelienzucht in Frankfurt betrieben haben.
Als Rechtsberater setzte er für den Kunstmäzen Städel die Statuten der testamentarisch verfügten Städelschen Stiftung auf. Nach Städels Tod vertrat er einige entfernte Verwandte Städels, die das Testament gerichtlich anfochten und die Stadt Frankfurt auf Herausgabe des Nachlasses verklagten. 1828 endete der Rechtsstreit, der zuvor über alle Instanzen geführt worden war, mit einem Vergleich.
1817 bis 1818, 1820 bis 1824, 1826 und 1828 war Jassoy Mitglied der Gesetzgebenden Versammlung der Freien Stadt Frankfurt, 1817 und 1820 deren Vizepräsident.

## Familie
Jassoy war seit dem 22. Juli 1795 verheiratet mit Amalie Rupprecht (1771–1851), Tochter des hohenlohischen Rats Georg Adolf Rupprecht und dessen Frau  Amalie de Neufville. Aus der Ehe gingen zwei Kinder hervor, die Dichterin Marie Sophie Luise (1797–1822) sowie der Apotheker Johann Gottlieb (1801–1859), der 1827 Auguste Daems heiratete.

## Jassoy als Satiriker
Jassoy veröffentlichte außer seinen juristischen und politischen Werken sowohl unter eigenem Namen, anonym oder unter zahlreichen Pseudonymen wie Johnathan Kurzrock,  Melchior Balthasar Regenbogen, Caspar Hektor Lämmerschwanz, Damian Bürste oder Ulrich von Maderbart mehrere satirische oder aphoristische Werke.

„In Frankfurt lebte damals ein auch in der politischen Broschürenliteratur bekannter Advokat, Dr. Jassoy, ein kluger, geistreicher und sehr witziger Mann, der die Advokatur- und Notariatsgeschäfte der größeren Frankfurter Häuser besorgte … Er pflegte in spöttisch-witziger Weise allerlei von der ehemaligen Freien Reichsstadt Aalen am Kocher zu erzählen, um Frankfurter Geschichten und Personen zu persiflieren. Als politischer Schriftsteller gehörte er der liberalen Richtung an und war ein eifriger Verteidiger aller derer, die mit ihren Regierungen zerfallen waren, sowie er denn auch in dem Konflikt, in welchen Görres mit der preußischen Regierung geriet, eine nicht geringe Rolle spielte.“

## Jassoy als Anreger und Testator der Städelschen Stiftungen
„Zu diesem Mann sagte einmal eine Dame – wenn ich nicht irre, war es Frau Nies – : „Sie sind der eigentliche Stifter des Städel'schen Instituts.“ Er hatte nämlich das Testament, wodurch die Stiftung gegründet wurde, formuliert, was ihn indessen nicht hinderte, später als Advokat für die Erben gegen eben dieses Testament aufzutreten, nicht ohne Erfolg, da die Vertreter des Instituts es geraten fanden, sich mit den Erben zu vergleichen. Ob Dr. Jassoy wirklich der Urheber der Stiftung war, weiß ich nicht; aber so gut wie gewiss ist es mir, dass in dem Geiste des Besitzers der materiellen Mittel dazu die Idee nicht entsprungen ist.“

## Werke
- Welt und Zeit, 6 Bde., 1816–1828.
- Aphorismen über bürgerliche Gesetzgebung, 1826.
- Das Tierreich und seine Revolution, Manuskript in der Stadtbibliothek, 1826.

## Einzelbelege
1. ↑  Ursula Kern: "Die schönsten Gärten und Landhäuser findet man an den beiden Mainufern..." Bürgerlich-städtische Naturerfahrung und Lebenspraxis im Garten um 1800 in Frankfurt am Main. In: Archiv für Frankfurts Geschichte und Kunst 70 (2004), S. 147–166, hier S. 162–163 Digitalisat
2. ↑   Jassoy, Louis Daniel. Hessische Biografie (Stand: 10. März 2024). In: Landesgeschichtliches Informationssystem Hessen (LAGIS). Hessisches Institut für Landesgeschichte, abgerufen am 25. März 2024.